# Clinocera evae
Clinocera evae är en tvåvingeart som beskrevs av Smith 1965. Clinocera evae ingår i släktet Clinocera och familjen dansflugor.
Artens utbredningsområde är Nepal. Inga underarter finns listade i Catalogue of Life.